# Ancien hôtel de ville de Legnica
 (février 2021).
Le contenu est difficilement compréhensible vu les erreurs de traduction, qui sont peut-être dues à l'utilisation d'un logiciel de traduction automatique.

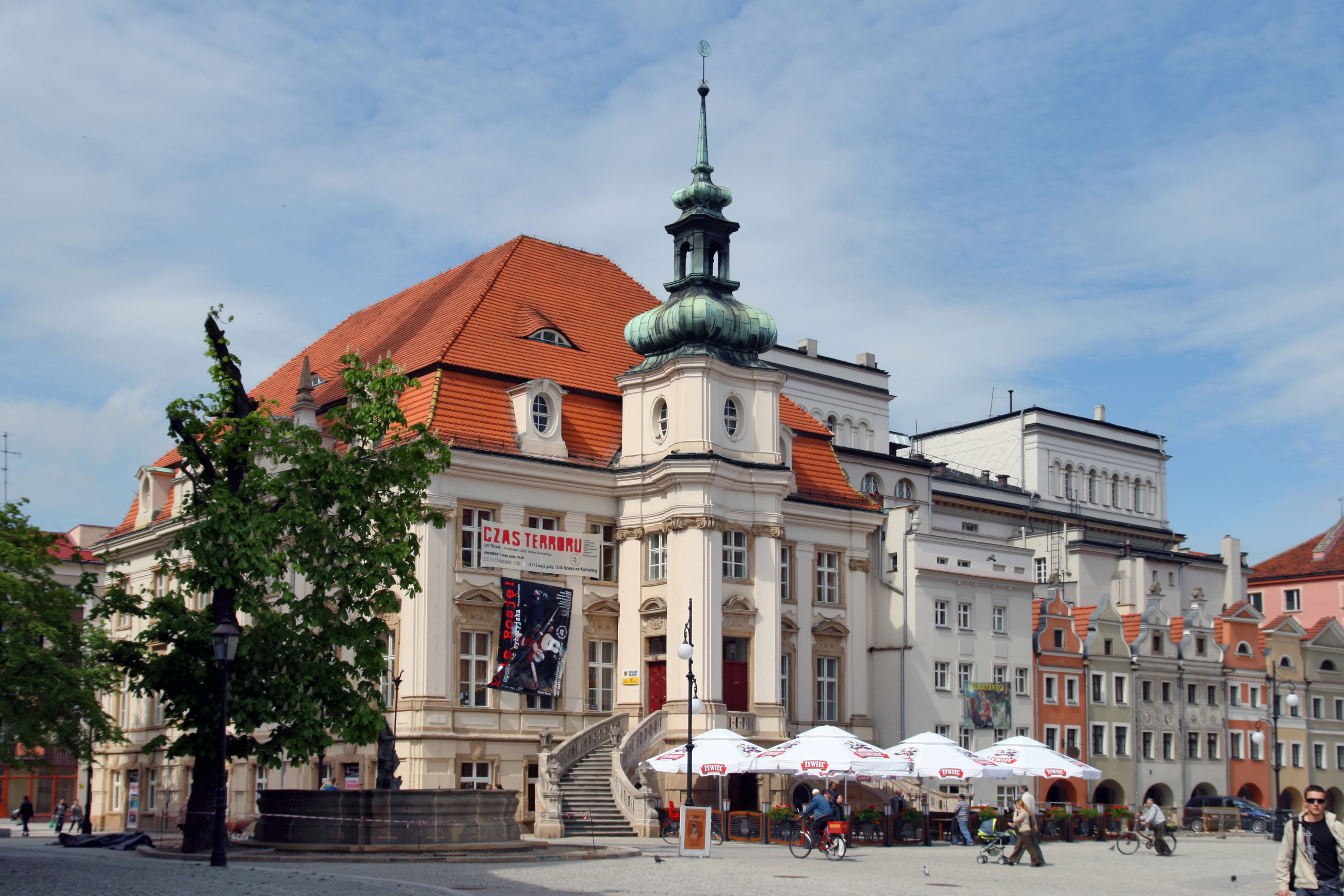
L’ancien hôtel de ville à Legnica

L’ancien hôtel de ville de Legnica, en Pologne, a été construit entre 1737 et 1741 dans le style baroque. À l’origine, il était le siège des autorités municipales, avant d'être transformé en 1928 en théâtre. Aujourd’hui, dans le bâtiment se trouvent l’administration du théâtre Helena Modrzejewska et les loges des acteurs.

## Historique
Le premier hôtel de ville à Legnica, fait de bois, a été construit au XIVe siècle sur la base d’un privilège de duc Boleslas III le Prodigue. Le bâtiment, ainsi que son successeur (fait de pierre), fut détruit par les incendies. L'édifice actuel a été érigé entre 1737 et 1741 sous la direction de Franz Michael Sheerhofer, dans un plan d’aménagement de la place centrale de la ville. La première réunion du Conseil municipal a eu lieu le 15 mai 1741, et la dernière – 164 ans plus tard – le 8 avril 1905. Le bâtiment a été rénové en 1836, et ensuite entre 1926 et 1928 transformé en théâtre (une basse tour fut ajouté lors de cette transformation). Plus tard, il a été rénové en 1960 et entre 1977 et 1978. Par la décision du conservateur des monuments historiques de la voïvodie du 29 mars 1949, le bâtiment a été inscrit au registre des monuments historiques.

## Architecture
L’hôtel de ville est le bâtiment baroque à trois travées, avec un vestibule spacieux et trois étages. L’avant-corps avec l’escalier  permet d'y accéder de deux côtés. Sur le rez-de-chaussée décoré en bossage, des pilastres divisent la façade. L’édifice est couvert d'une toiture en mansarde avec des lucarnes et dont l’avant-corps est couvert d'un dôme. Le bâtiment du théâtre, adjacent à l’hôtel de ville du côté nord, fait partie intégrante du monument. 

## Galerie

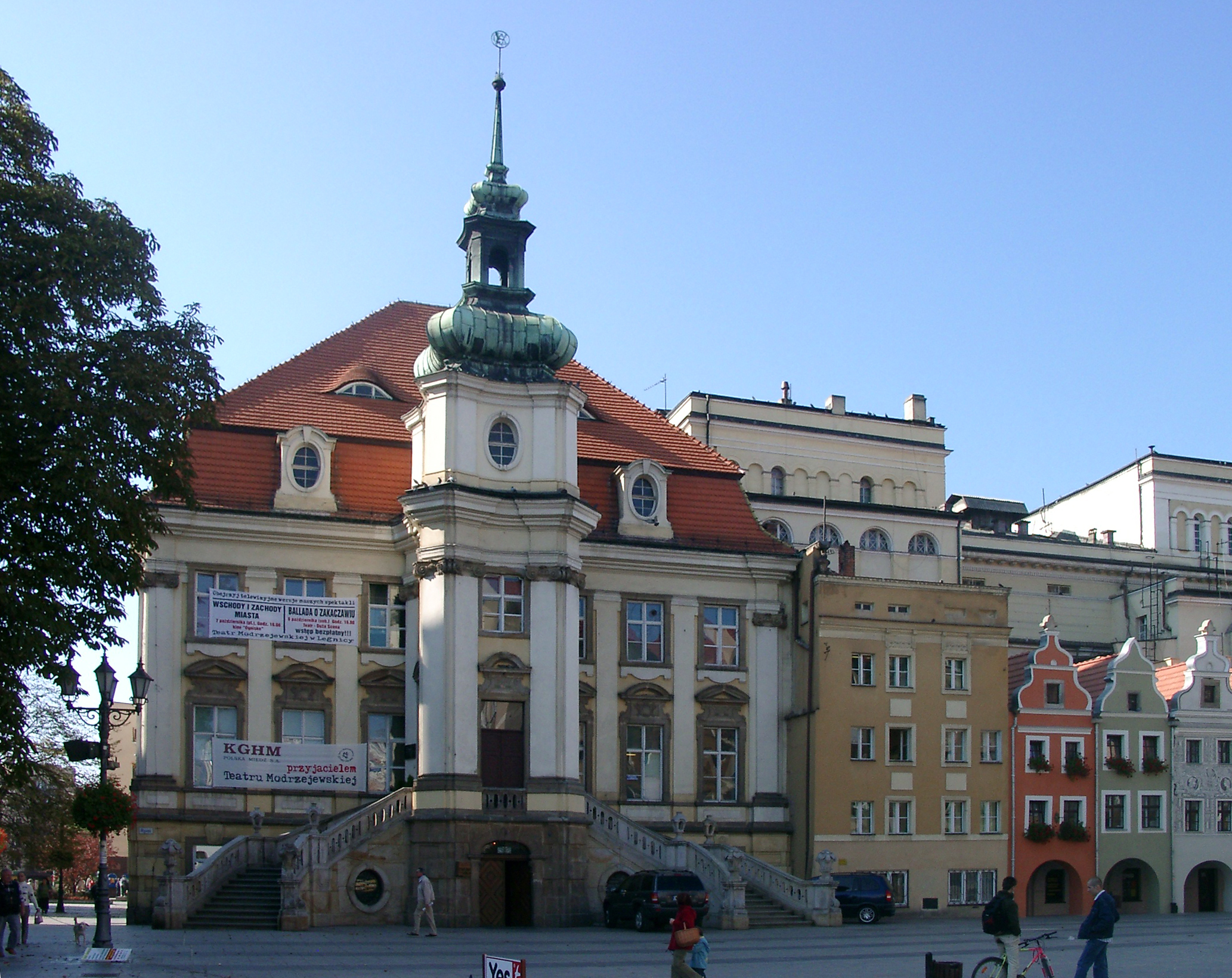
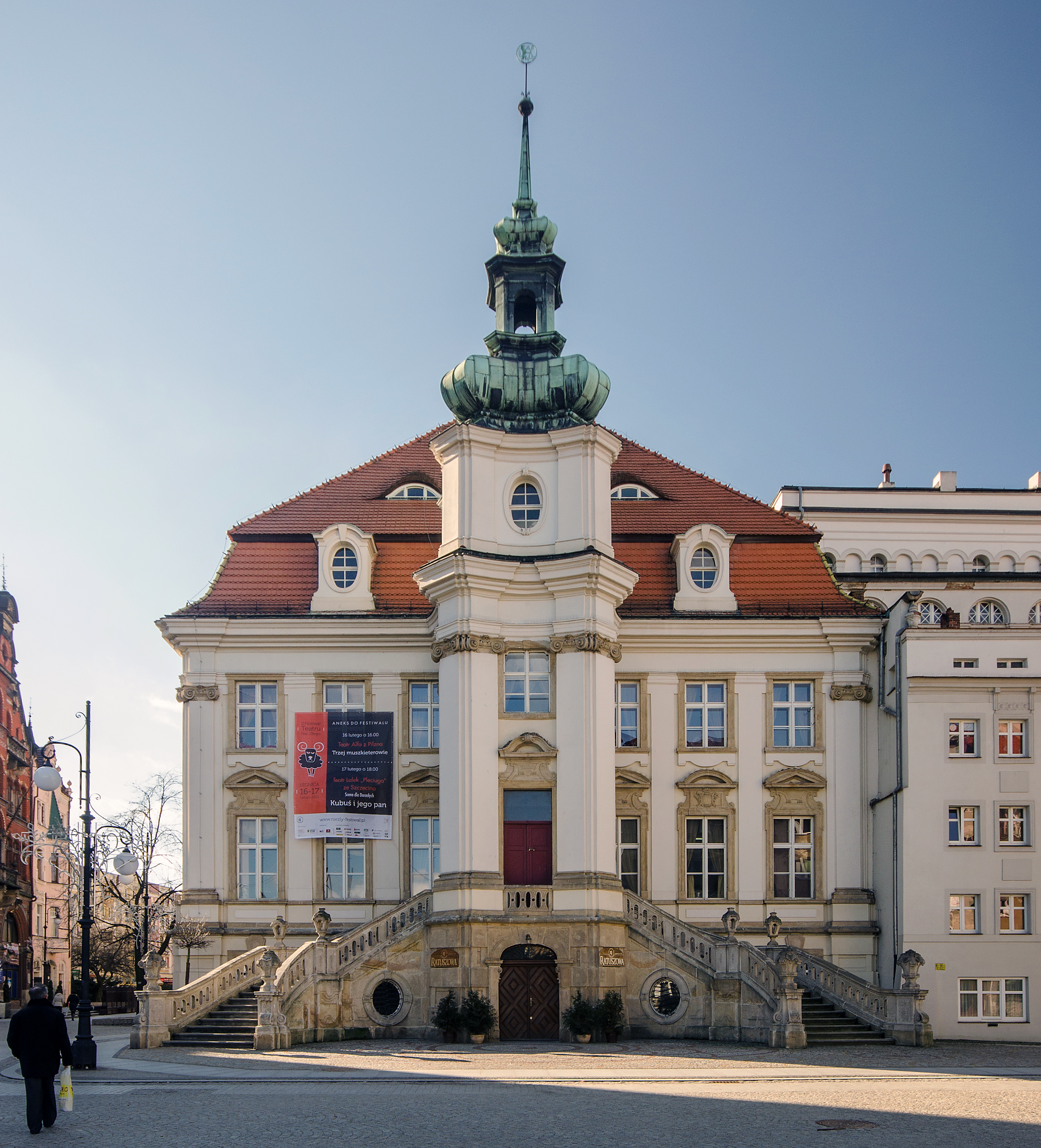
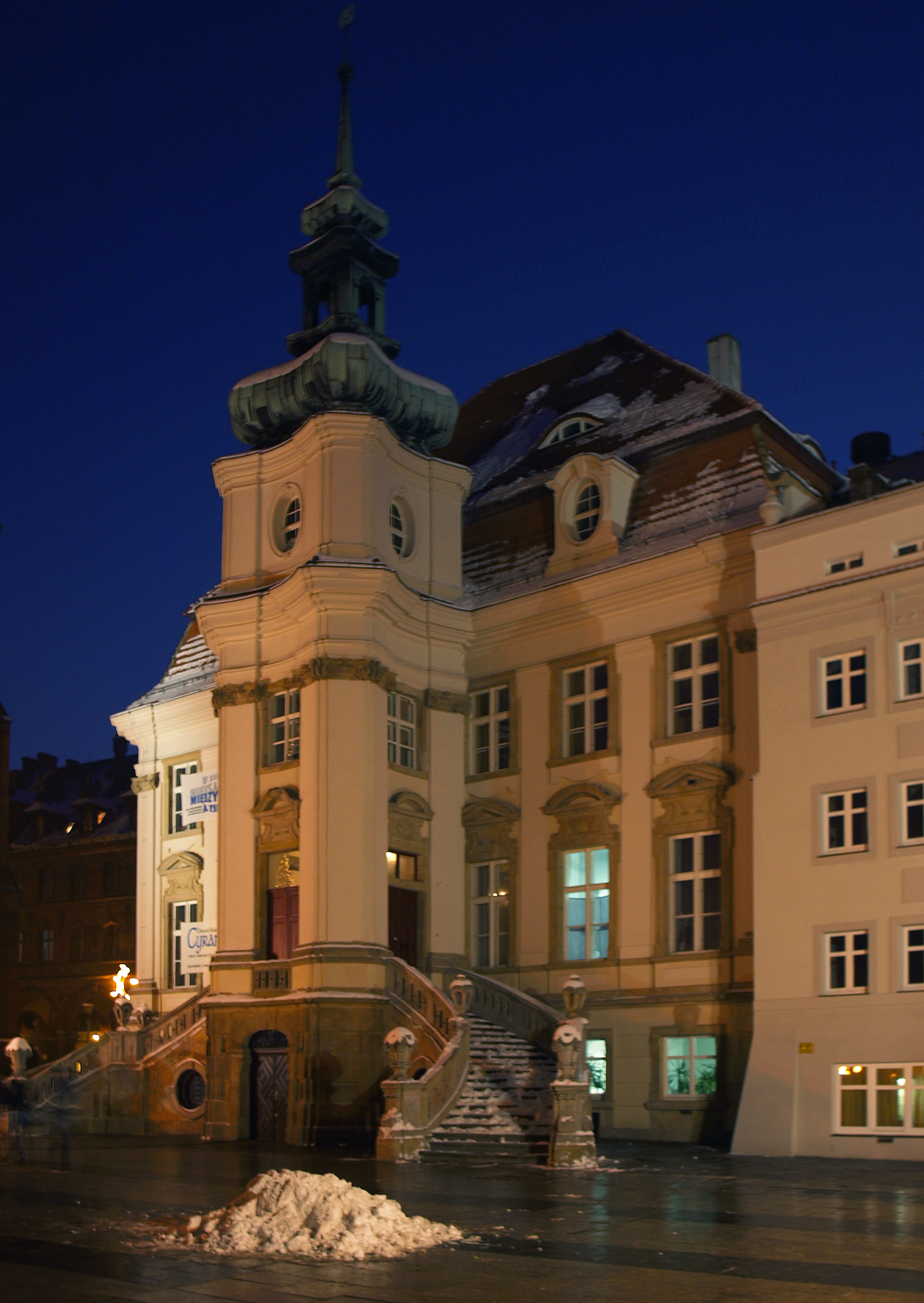